# Diestostemma chinai
Diestostemma chinai är en insektsart som beskrevs av Young 1968. Diestostemma chinai ingår i släktet Diestostemma och familjen dvärgstritar.
Artens utbredningsområde är Belize. Inga underarter finns listade i Catalogue of Life.